# Eksperyment Filadelfia

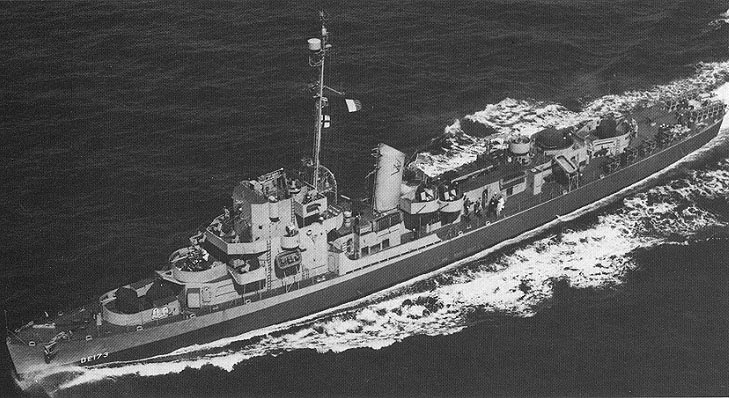
USS Eldridge

Eksperyment Filadelfia (Projekt Tęcza, względnie Eksperyment Filadelfijski) – nazwa tajnego eksperymentu naukowego, rzekomo przeprowadzonego przez Marynarkę Wojenną Stanów Zjednoczonych.
Eksperyment miał być jakoby przeprowadzony w dniu 28 października 1943 roku na amerykańskim okręcie USS Eldridge, stacjonującym w Bazie Sił Morskich USA w porcie Filadelfia i zakończyć się tragedią.
Większość współczesnych opisów tych wydarzeń opiera się na relacjach Alfreda Bielka, który podaje się za ich naocznego świadka.

## Teoria dotycząca celu eksperymentu
Według spekulacji, eksperyment miał dowieść istnienia i zbadać właściwości jednobiegunowego pola magnetycznego. Teorię pod nazwą Jednolita teoria pola stanowiącą podstawy eksperymentu miał opracować Albert Einstein w latach 1925–1927. Jedną z cennych z punktu widzenia wojska właściwości takiego nieznanego współczesnej fizyce pola byłoby odchylanie promieni światła nawet o kilka procent, co miałoby umożliwić ukrycie obiektu, znajdującego się w obszarze działania takiego pola. To mogłoby pozwolić na zakamuflowanie statków i innych jednostek o znaczeniu militarnym i dawałoby znaczną przewagę taktyczną.
W przygotowaniach do eksperymentu miał uczestniczyć sam Albert Einstein oraz dwaj inni wybitni fizycy: John von Neumann i Nikola Tesla (Tesla nie mógł uczestniczyć w eksperymencie, gdyż zmarł 7 stycznia 1943 roku w Nowym Jorku, czyli 9 miesięcy przed datą eksperymentu). Dla poparcia wiarygodności tej hipotezy jej zwolennicy przytaczają informacje zawarte w archiwum personalnym armii amerykańskiej w Saint Louis, według których Albert Einstein zatrudniony był czasowo w Departamencie Marynarki Wojennej USA jako pracownik kontraktowy Służb Specjalnych, w charakterze konsultanta naukowego Biura Uzbrojenia. Kontrakt Einsteina z US Navy miał trwać od 31 maja 1943 do 29 czerwca 1946 roku.

## Przebieg eksperymentu
Według relacji okręt, na którego pokładzie wygenerowano jednobiegunowe pole magnetyczne, po kilku minutach działania tego pola otoczony został szarą mgłą, a następnie stał się całkowicie niewidoczny, czemu towarzyszył oślepiający błysk światła. Wskutek eksperymentu, któremu w niektórych relacjach dodatkowo towarzyszyła teleportacja jednostki, znaczna część załogi rzekomo poniosła śmierć, zaginęła lub zapadła na choroby umysłowe.

## Wiarygodność relacji
Informacje na temat eksperymentu publikowały przede wszystkim grupy paranaukowe, badacze zjawisk paranormalnych oraz prasa sensacyjna. Jako świadków zdarzenia cytowano m.in. marynarzy z innego okrętu (SS Andrew Furuseth), który miał wówczas stacjonować obok USS Eldridge.
Teoriom tym stanowczo zaprzeczyła większość członków załogi oraz przedstawiciele rządu; według tych relacji, Eldridge brał udział w badaniach naukowych, ale miały one zdecydowanie mniej tajemniczą naturę: badano na przykład możliwości wykorzystania pól magnetycznych do stworzenia osłony przeciwtorpedowej wokół okrętu.
Nie ma przekonujących dowodów wskazujących, iż niewyjaśnialny w ramach współczesnej fizyki eksperyment w ogóle się odbył. Hipotetyczna wersja wydarzeń nigdy nie zdobyła akceptacji kręgów naukowych i historyków.

## Ekranizacja wydarzeń
W oparciu o przekazy na temat eksperymentu nakręcono następujące filmy science-fiction:
- w 1984 Eksperyment Filadelfia w reżyserii Stewarta Raffilla,
- w 1993 Eksperyment Filadelfia II w reżyserii Stephena Cornwella,
- w 2012 Eksperyment filadelfijski w reżyserii Paula Zillera.